# گالاکس (ویرجینیا)
گالاکس (به انگلیسی: Galax) شهری است در ایالت ویرجینیا از کشور ایالات متحده آمریکا. در سرشماری سال ۲۰۱۰ جمعیت این شهر ۷۰۴۲ بود.